# Frank Stanley
Frank Walter Stanley ou plus simplement Frank Stanley (né le 5 mai 1922 à New York et mort le 21 décembre 1999  à Sarasota, en Floride) est un directeur de la photographie américain, membre de l'ASC.

## Biographie
Frank Stanley débute comme premier assistant opérateur sur deux films sortis en 1962, Hatari ! d'Howard Hawks (avec John Wayne) et Du silence et des ombres de Robert Mulligan (avec Gregory Peck). Parmi ses quatre derniers films à ce poste, sortis en 1971, citons Les Proies de Don Siegel, avec Clint Eastwood, et Un frisson dans la nuit, de et avec Clint Eastwood.
Son premier film comme chef opérateur est le western J. W. Coop (en), de et avec Cliff Robertson, sorti en 1972. Parmi ses vingt autres films américains à ce titre (le dernier sorti en 1983), il retrouve l'acteur-réalisateur Clint Eastwood sur Breezy (1973, avec William Holden), Magnum Force de Ted Post (1973), Le Canardeur de Michael Cimino (1974) et La Sanction (1975).
Mentionnons également trois films de Blake Edwards, Deux Hommes dans l'Ouest (Wild Rovers) (1971, avec William Holden et Ryan O'Neal, en seconde équipe), Opération clandestine (1972, avec James Coburn et Jennifer O'Neill) et Elle (1979, avec Dudley Moore et Julie Andrews).
Toujours comme directeur de la photographie, pour la télévision, Frank Stanley contribue à un feuilleton (1981) et vingt téléfilms (de 1974 à 1985, année où il se retire).
Enfin, il effectue des prises de vues additionnelles sur deux films de Steven Spielberg, Rencontres du troisième type (Close Encounters of the Third Kind, 1978, avec Richard Dreyfuss) et 1941 (1979, avec Dan Aykroyd).

## Filmographie partielle

### Comme premier assistant opérateur
(au cinéma)
- 1962 : Hatari ! d'Howard Hawks
- 1962 : Du silence et des ombres (To Kill a Mockingbird) de Robert Mulligan
- 1963 : Le Téléphone rouge (A Gathering of Eagles) de Delbert Mann
- 1971 : Le Cinquième Commando (Raid on Rommel) d'Henry Hathaway
- 1971 : Les Proies (The Beguiled) de Don Siegel
- 1971 : Un été 42 (Summer of '42) de Robert Mulligan
- 1971 : Un frisson dans la nuit (Play Misty for Me) de Clint Eastwood

### Comme directeur de la photographie

#### Au cinéma
- 1972 : J. W. Coop de Cliff Robertson
- 1972 : Opération clandestine (The Carey Treatment) de Blake Edwards
- 1972 : A Separate Peace de Larry Peerce
- 1973 : Breezy de Clint Eastwood
- 1973 : Magnum Force de Ted Post
- 1973 : Tom Sawyer de Don Taylor
- 1974 : Le Canardeur (Thunderbolt and Lightfoot) de Michael Cimino
- 1974 : Willie Dynamite (en) de Gilbert Moses
- 1975 : La Sanction (The Eiger Sanction) de Clint Eastwood
- 1975 : Mr. Ricco de Paul Bogart
- 1976 : Car Wash de Michael Schultz
- 1977 : Héros (Heroes) de Jeremy Kagan
- 1978 : A Hero Ain't Nothin' But a Sandwich (en) de Ralph Nelson
- 1978 : The Big Fix de Jeremy Kagan
- 1979 : Elle (10) de Blake Edwards
- 1979 : The Fish That Saved Pittsburgh de Gilbert Moses
- 1981 : Under the Rainbow de Steve Rash
- 1982 : Grease 2 de Patricia Birch
- 1983 : The Prodigal de James F. Collier

#### À la télévision
(téléfilms, sauf mention contraire)
- 1974 : Winter Kill de Jud Taylor
- 1975 : Katherine de Jeremy Kagan
- 1976 : James Dean de Robert Butler
- 1976 : Return to Earth de Jud Taylor
- 1976 : Cauchemar au pénitencier (en) (Nightmare in Badham County) de John Llewellyn Moxey
- 1976 : Laissez-moi mon enfant (I Want to Keep My Baby !) de Jerry Thorpe
- 1977 : The Strange Possession of Mrs. Oliver de Gordon Hessler
- 1978 : Suspect d'office (When Every Day Was the Fourth of July) de Dan Curtis
- 1979 : La Dernière Chevauchée des Dalton (The Last Ride of the Dalton Gang) de Dan Curtis
- 1981 : À l'est d'Éden (East of Eden), feuilleton en trois parties d'Harvey Hart
- 1981 : The Other Victim de Noel Black
- 1982 : Cry for the Strangers de Peter Medak
- 1983 : Attendez que maman revienne (Wait Till Your Mother Gets Home !) de Bill Persky
- 1983 : Secrets of a Mother and Daughter de Gabrielle Beaumont
- 1984 : Meurtre dans un miroir (Dark Mirror) de Richard Lang
- 1984 : Passions de Sandor Stern
- 1985 : Consenting Adult de Gilbert Cates
- 1985 : Love, Mary de Robert Day

## Autres fonctions
(au cinéma)
- 1971 : Deux Hommes dans l'Ouest (Wild Rovers) de Blake Edwards (photographie de seconde équipe)
- 1978 : Rencontres du troisième type (Close Encounters of the Third Kind) de Steven Spielberg (prises de vues additionnelles)
- 1979 : 1941 de Steven Spielberg (prises de vues additionnelles)